# Sergej Ivanov (cyklist)
Sergej Valerjevitj Ivanov, (ryska: Сергей Валерьевич Иванов), född 5 mars 1975 i Tjeljabinsk, Sovjetunionen, är en rysk före detta professionell tävlingscyklist. 
Sergej Ivanov har vunnit de ryska nationsmästerskapen sex gånger i sin karriär; 1998, 1999, 2000, 2005, 2008 och 2009. Han har vunnit två etapper på Tour de France, en etapp 2001 och en 2009, båda etapperna via en soloattack. Under säsongen 2009 vann ryssen också Amstel Gold Race framför Karsten Kroon.
Ivanov blev professionell 1996 med det ryska stallet CSKA Lada-Samara. Sedan dess har han även tävlat för TVM-Farm Frites, Fassa Bortolo, T-Mobile Team och Team Katusha.

## Karriär

### CSKA Lada-Samara
Sergej Ivanovs professionella karriär startade 1996 i det ryska stallet CSKA Lada-Samara. Som amatörcyklist slutade han tvåa på de militära världsmästerskapens linjelopp 1995 bakom italienaren Giuliano Figueras. Under säsongen 1996 tog han bronsmedaljen på de europeiska mästerskapens linjelopp. Han slutade trea på Giro del Capo, där han vann etapp 3. Han slutade också trea på Route Adélie de Vitré. Ivanov tog tre etappsegrar på den franska tävlingen Circuit des Mines och slutade på andra plats i tävlingens slutställning bakom italienaren Stefano Dante. Han slutade trea på Fredsloppet bakom Steffen Wesemann och Michael "Roddarn" Andersson efter att ha tagit flera prispallsplaceringar på tävlingens etapper. Under säsongen slutade han även trea på Tour d'Armorique innan han tog en andraplats på etapp 4 av Bayern Rundfahrt bakom tysken Raphael Schweda. Ivanov slutade också tvåa på Tour de l'Avenir bakom David Etxebarria.

### TVM-Farm Frites
Efter ett år i det ryska laget CSKA Lada-Samara fortsatte ryssen till det belgiska stallet TVM-Farm Frites inför säsongen 1997. Han slutade trea på etapp 2 av Wien-Grabenstein-Gresten-Wien och vann senare den fjärde etappen av tävlingen.
Ivanov tog sin första nationsmästerskapstitel i linjelopp under säsongen 1998. Senare under säsongen vann han etapp 5 och 8 i Polen runt och tog även hem totalsegern i tävlingen framför Jacky Durand. På etapp 3 av Circuit Cycliste de la Sarthe slutade han trea bakom Jaan Kirsipuu och Marcel Wüst. I maj slutade han tvåa på Grosser Preis des Kantons Aargau bakom Michele Bartoli.
1998 cyklade Ivanov sitt första Tour de France. Hans bästa placering kom på den 13:e etappen där han slutade på sjunde plats. Några dagar senare, på etapp 17, protesterade cyklisterna mot behandlingen av dem och mot dopningsrazziorna som hade skett under loppets gång, vilket gjorde att etappen neutraliserades. I en av razziorna hittade polisen dopningspreparat i hotellet där TVM-Farm Frites-cyklisterna bodde. På etapp 17 var Ivanov den förste av stallets cyklister att korsa mållinjen. Dagen därpå, när loppet korsade gränsen till Schweiz, klev hela stallet av loppet.
Under säsongen 1999 vann Ivanov Druivenkoers Overijse och senare de ryska nationsmästerskapens linjelopp för andra gången i sin karriär. Han slutade trea på etapp 11 av Tour de Langkawi bakom Marcus Ljungqvist och Peter Wrolich. Han vann etapp 2 av Circuit Cycliste de la Sarthe framför Laurent Roux och Tyler Hamilton. Han slutade även tvåa på La Côte Picarde och etapp 5 av Katalonien runt. På GP Ouest France 1999 slutade Ivanov trea bakom Christophe Mengin och Markus Zberg.
Även under säsongen 2000 blev Ivanov rysk nationsmästare. Han vann även etapp 6 och 7 av Polen runt, en tävling som han slutade på tredje plats i bakom polackerna Piotr Przydzial och Piotr Wadecki. Ivanov vann E3 Prijs Vlaanderen innan han tog tredjeplatsen på Panne tredagars. Han tog även hem andraplatsen på etapp 2 av Tour de Luxembourg bakom italienaren Nicola Loda och andraplatsen på etapp 3 av Katalonien runt bakom Erik Zabel. I augusti 2000 deltog han i de Olympiska sommarspelen 2000 i Sydney och slutade på 36:e plats i tävlingen. Inför Tour de France 2000 hade han ett för högt hematokritvärde för att det skulle anses vara hälsosamt och han fick inte starta loppet.

### Fassa Bortolo

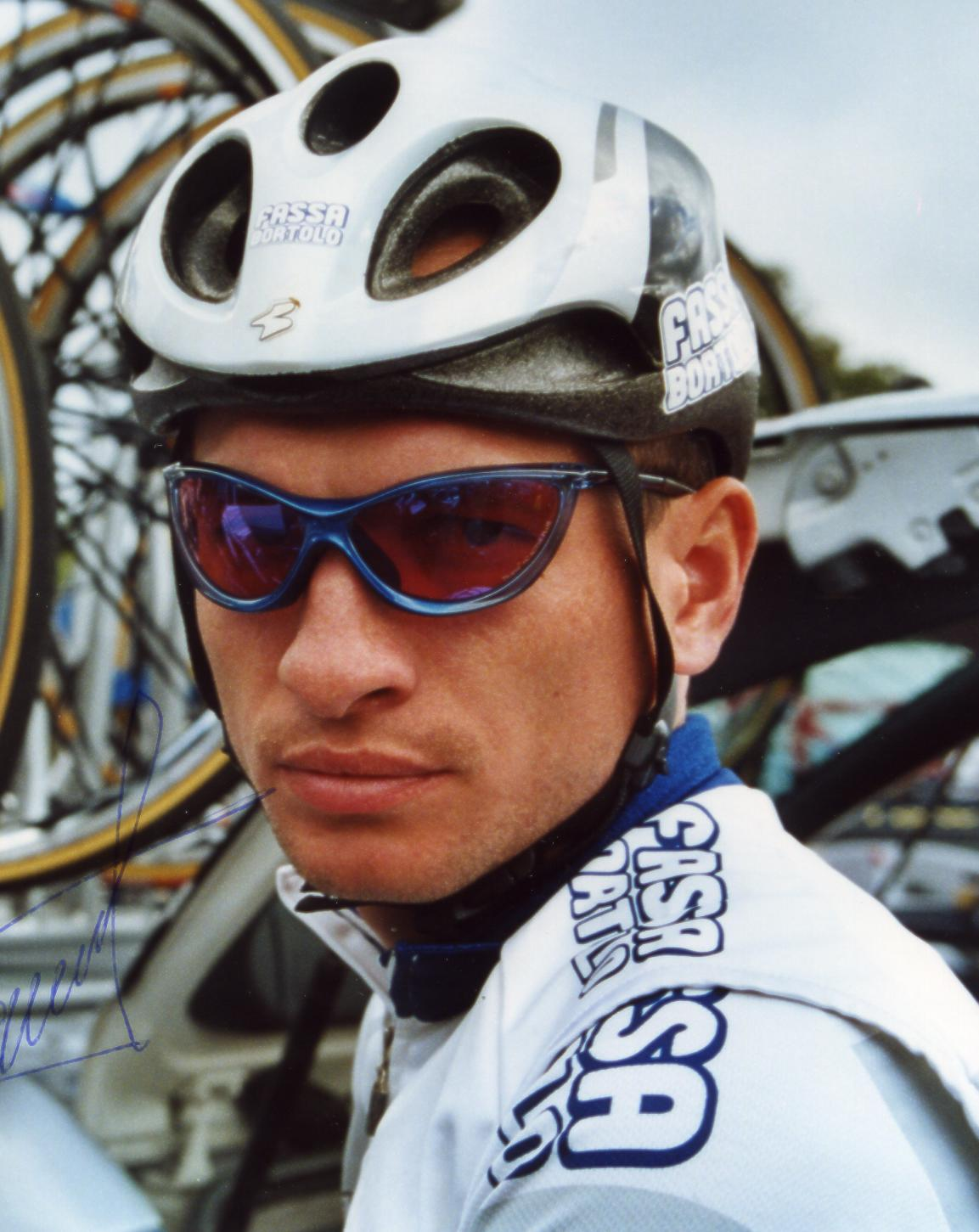
Sergej Ivanov under Paris-Tours 2001.

Ivanov blev kontrakterad av Fassa Bortolo inför säsongen 2001 och han stannade med dem tills säsongsavslutningen 2003. 
2001 vann Ivanov etapp 9 av Tour de France till Aix-les-Bains framför David Etxebarria och Bradley McGee. 

| ”                                    | Förra året gjorde jag några misstag, men de var inte mina misstag. | „ |
| – Sergej Ivanov, Tour de France 2001 |                                                                    |   |

Tidigare under säsongen vann han också etapper på Giro Riviera Ligure Pomente och Schweiz runt. I mars 2001 slutade ryssen trea på Trofeo Pantalica 2001. Han slutade även trea på etapp 4 i Tirreno-Adriatico bakom Davide Rebellin och Michael Boogerd. Dagen därpå slutade han trea på etapp 5 av samma tävling bakom Roberto Petito och David Plaza. I slutet av maj slutade Ivanov trea på etapp 2 av Euskal Bizikleta, en placering han också tog på etapp 4a. Ivanov slutade också tvåa på etapp 4 av Tour de Luxembourg bakom Raivis Belohvosciks.
Året därpå, 2002, vann Ivanov Trofeo Luis Puig framför tyskarna Rolf Aldag och Erik Zabel. Han slutade tvåa på Amstel Gold Race bakom klassikerspecialisten Michele Bartoli. Ivanov slutade även trea på Rund um den Henninger Turm och GP du Midi-Libre under samma år. På etapp 5 av Tour de France 2002 slutade han på femte plats bakom Erik Zabel, Óscar Freire, Robbie McEwen och Jan Svorada.
Under säsongen 2003 vann Ivanov etapp 5 av Tour de Luxembourg. På etapp 1 av Schweiz runt slutade han tvåa bakom kazaken Aleksandr Vinokurov. Ivanov slutade även trea på den schweiziska tävlingen GP Kanton Aargau Gippingen framför Martin Elmiger och Paolo Bettini.

### T-Mobile Team
Ivanov fortsatte sedan till det tyska stallet T-Mobile Team, men åren med stallet gav inga större resultat. Under säsongen 2005 vann han de ryska nationsmästerskapen framför Vladimir Gusev. Senare under säsongen vann han också etapp 4 av Tour of Britain. Ivanov slutade trea på etapp 2 av Tour de Luxembourg samma år bakom Alberto Ongarato och Matteo Carrara.

### Astana Team
När kontraktet med T-Mobile Team var över lämnade han dem för det Kazakstan-baserade stallet Astana Team. Han var kontrakterad för dem mellan 2007 och 2008.
Under säsongen 2008 slutade Ivanov trea på etapp 3 av Driedaagse van West-Vlaanderen, en placering som han också tog i tävlingens slutställning. Han fortsatte vidare till Belgien runt där han slutade trea på etapperna 3 och 4, innan han slutade trea även i den tävlingens slutställning. På Schweiz runt 2008 slutade Ivanov tvåa på etapp 5 bakom Markus Fothen. Ivanov vann de ryska nationsmästerskapens linjelopp 2008 innan han i slutet av juli slutade trea på etapp 5 av Tour de la Région Wallonne bakom Patrice Halgand och Rik Verbrugghe. Ivanov deltog för Ryssland i de Olympiska sommarspelen 2008 i Peking och slutade loppet på 78:e plats. Senare samma månad slutade han trea på etapp 6 av Benelux Tour bakom Edvald Boasson Hagen och Jimmy Engoulvent.

### Katusha

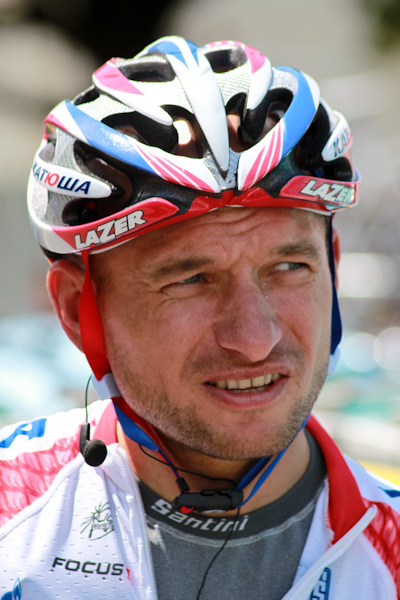
Sergej Ivanov 2006.

Under säsongen 2009 vann Ivanov Amstel Gold Race framför Karsten Kroon. Senare under säsongen vann han etapp 1 av Belgien runt framför Graeme Brown och Borut Bozic. Efter att ha blivit sexfaldig rysk nationsmästare i linjelopp vann Ivanov etapp 14 av Tour de France 2009, 16 sekunder framför Nicolas Roche och Hayden Roulston. På etapp 9 av det franska etapploppet slutade ryssen på fjärde plats framför Pierrick Fédrigo, Franco Pellizotti och Oscar Freire. Ivanov slutade Tour de France på 40:e plats. I augusti slutade Ivanov på åttonde plats på Clásica San Sebastián bakom Carlos Barredo, Roman Kreuziger, Mickael Delage, Peter Velits, Ryder Hesjedal, Filippo Pozzato och Christophe Riblon.
Ivanov vann poängtävlingen i Luxemburg runt under säsongen 2010. Han slutade femma i den luxemburgska tävlingen efter att ha slutat i topp 10 på fyra av loppets etapper.
Under säsongen 2011 slutade Ivanov på femte plats i Vuelta a Andalucia bakom Jonathan Hivert, Francisco José Ventoso, Oscar Freire och Stijn Devolder.
Sergej Ivanov valde att lämna Team Katusha efter ett gräl med Andrei Tchmil, som styrde laget. Tchmil, som skulle lämna laget, hade sagt till den nya efterträdaren att Ivanov skulle sluta, trots att det inte hade varit Ivanovs intention. Den sexfaldiga ryska nationsmästaren valde att säga hej då till cykelsporten efter säsongen 2011 eftersom det var svårt att hitta ett nytt stall. Ivanov var den siste cyklisten av de tidigare TVM-cyklisterna från Tour de France 1998 som avslutade sin karriär.

## Meriter
1996
2:a, Tour de l'Avenir
1998
 Nationsmästerskapens linjelopp
1999
 Nationsmästerskapens linjelopp
2000
 Nationsmästerskapens linjelopp
E3 Prijs Vlaanderen
2001
Etapp 6, Tour de Suisse
Etapp 9, Tour de France
2002
Trofeo Luis Puig
Etapp 5, Ronde van Nederland
2003
Etapp 5, Tour de Luxembourg
2005
 Nationsmästerskapens linjelopp
Etapp 4, Tour of Britain
2008
 Nationsmästerskapens linjelopp
Tour de Wallonie
7:a, Amstel Gold Race
2009
Amstel Gold Race
Etapp 1, Belgien runt
 Nationsmästerskapens linjelopp
Etapp 14, Tour de France
5:a, Liège-Bastogne-Liège
13:e, La Flèche Wallonne

## Stall
- Lada-CSKA 1996
- TVM-Farm Frites 1997–21999
- Farm Frites 2000
- Fassa Bortolo 2001–22003
- T-Mobile Team 2004–22006
- Astana Team 2007–22008
- Team Katusha 2009–22011